# Saint-Sauveur-de-Peyre
Saint-Sauveur-de-Peyre (okcitán nyelven Sant-Sauveur-de-Peyre) korábbi község Franciaországban, Lozère megye északnyugati részén. 2010-ben 276 lakosa volt.
2017. január 1-jén öt másik korábbi községgel egyesült és az így létrejött Peyre en Aubrac új község része lett.

## Fekvés
Saint-Sauveur-de-Peyre Aumont-Aubractól 10 km-re délre, Marvejolstól 15 km-re északra fekszik. A falutól 5 km-re nyugatra halad az A75-ös autópálya, érinti a Saint-Flour-Béziers-vasútvonal (vasútállomás 1 km-re keletre a falutól). A község területének 27%-át (755 hektár) erdő borítja.
Közigazgatásilag határos Aumont-Aubrac (észak), Javols (északkelet), Ribennes (kelet), Recoules-de-Fumas (kelet), Saint-Léger-de-Peyre (dél), Le Buisson (délnyugat) és Sainte-Colombe-de-Peyre (nyugat) községekkel.
Hozzátartozik Aubigeyres, Fontanes, Chapchiniers, Le Grach és La Randèche. Területe 852–1180 m magasságban fekszik (maga a falu 1060 m-en), az Aubrac-hegység keleti lábánál.

## Történelem
Az Aubrac és a Margeride-hegységek között elterülő Roc de Peyre körül alakult ki a Peyre-i báróság, a középkori Gévaudan 8 báróságának egyike. A peyre-i bárók hatalmát az 1261-ben VII. Astorg püspökkel kötött charta (charte d´affranchissement) biztosította. A bárók várkastélya a Roc de Peyre tetején állt, és uralta az egész környéket. A Peyre-vidék a 16. század végén Théodore de Bèze prédikátor hatására protestáns hitre tért, de később rekatolizált.
Az ellenreformáció során Anne de Joyeuse admirális lerombolta a várat, melynek romjait 1633-ban Richelieu bíboros parancsára széthordták. A Peyre-bárók új székhelye La Baume kastélya lett. 1792. július 2-án a falu lakói összetűzésbe kerültek a hűségesküt megtagadó plébánosuk letartóztatására érkezett csendőrökkel. A 19. század derekán régi templomát (melynek harangtornya 1782-ben épült) teljesen átépítették.

## Demográfia
| Év   | Lakosság |
| ---- | -------- |
| 1793 | 603      |
| 1800 | 520      |
| 1806 | 606      |
| 1821 | 493      |
| 1831 | 610      |
| 1836 | 718      |
| 1841 | 672      |
| 1846 | 718      |
| 1851 | 750      |
| 1856 | 692      |
| 1861 | 748      |
| 1866 | 660      |
| 1872 | 624      |

| Év   | Lakosság |
| ---- | -------- |
| 1876 | 640      |
| 1881 | 992      |
| 1886 | 830      |
| 1891 | 661      |
| 1896 | 643      |
| 1901 | 652      |
| 1906 | 652      |
| 1911 | 640      |
| 1921 | 573      |
| 1926 | 554      |
| 1931 | 591      |
| 1936 | 558      |
| 1946 | 565      |

| Év   | Lakosság |
| ---- | -------- |
| 1954 | 460      |
| 1962 | 447      |
| 1968 | 370      |
| 1975 | 317      |
| 1982 | 264      |
| 1990 | 241      |
| 1999 | 251      |
| 2010 | 276      |

## Nevezetességek
- Roc de Peyre - az 1180 m magasra emelkedő, történelmi nevezetességű bazalt-sziklatömb a falutól 1,5 km-re délre fekszik. Tetejéről (ahol egy keresztet is felállítottak) kitűnő kilátás nyílik a vidékre, de tiszta időben a Cantal vulkáni kúpjaiig is ellátni. A hegy lábánál egy obeliszket állítottak fel.
- Katolikus templom - a 19. században épült, a középkori eredetű régi templom helyett. 1876-ban szentelték fel. 1967-ben restaurálták. A templom előtt álló vaskeresztet 1883-ban állították fel.

## Képtár

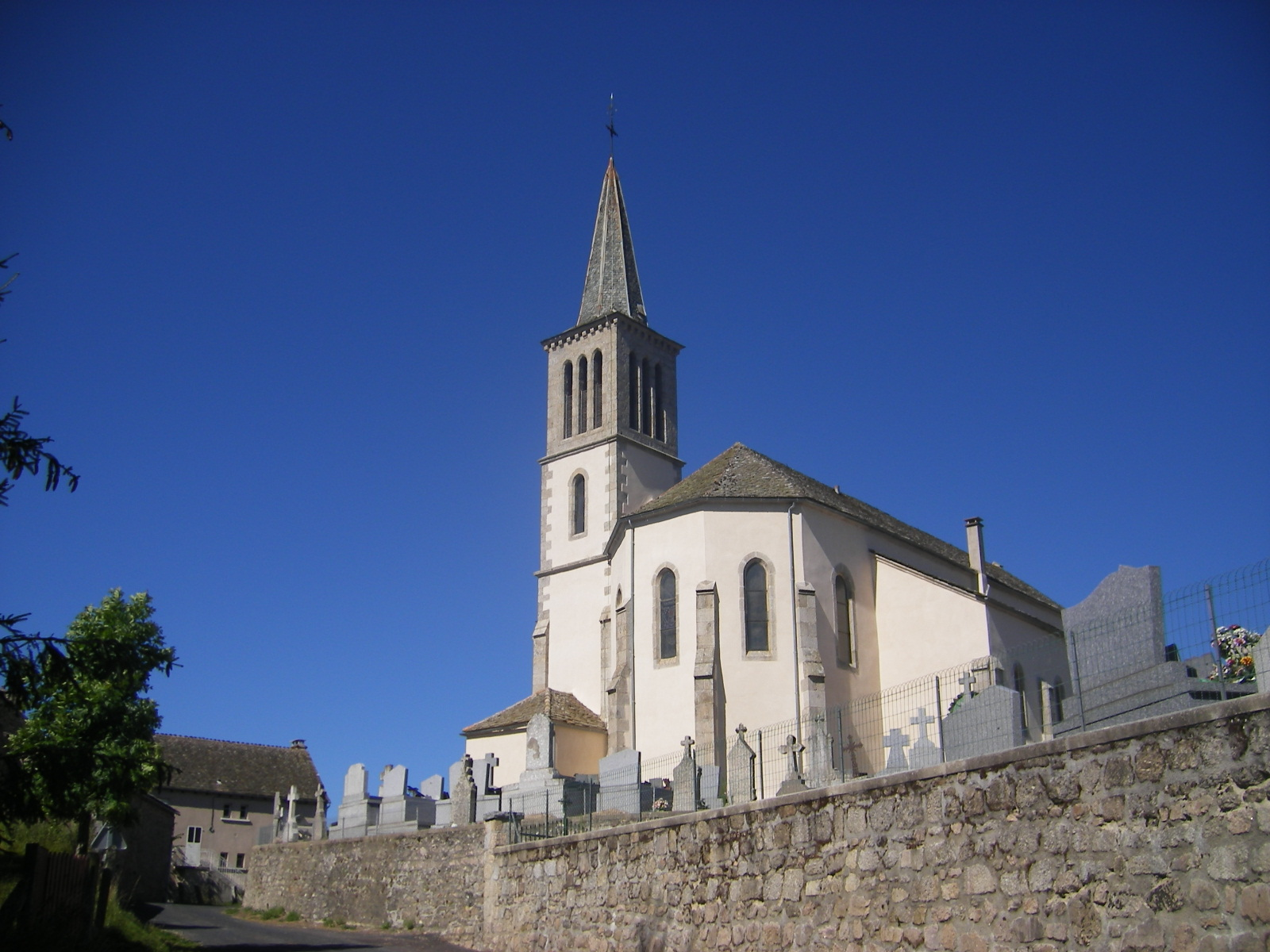
Katolikus templom
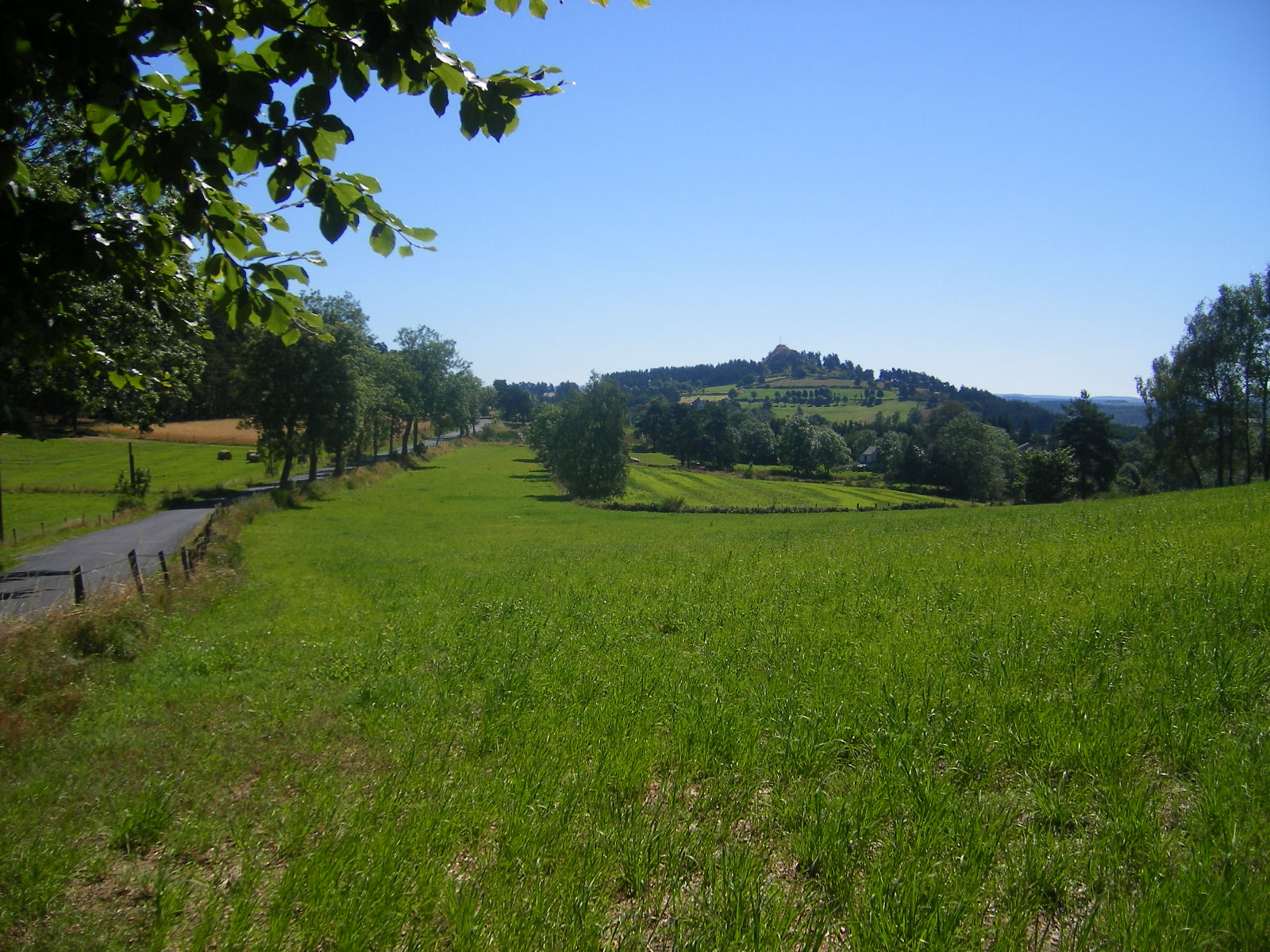
A Roc de Peyre
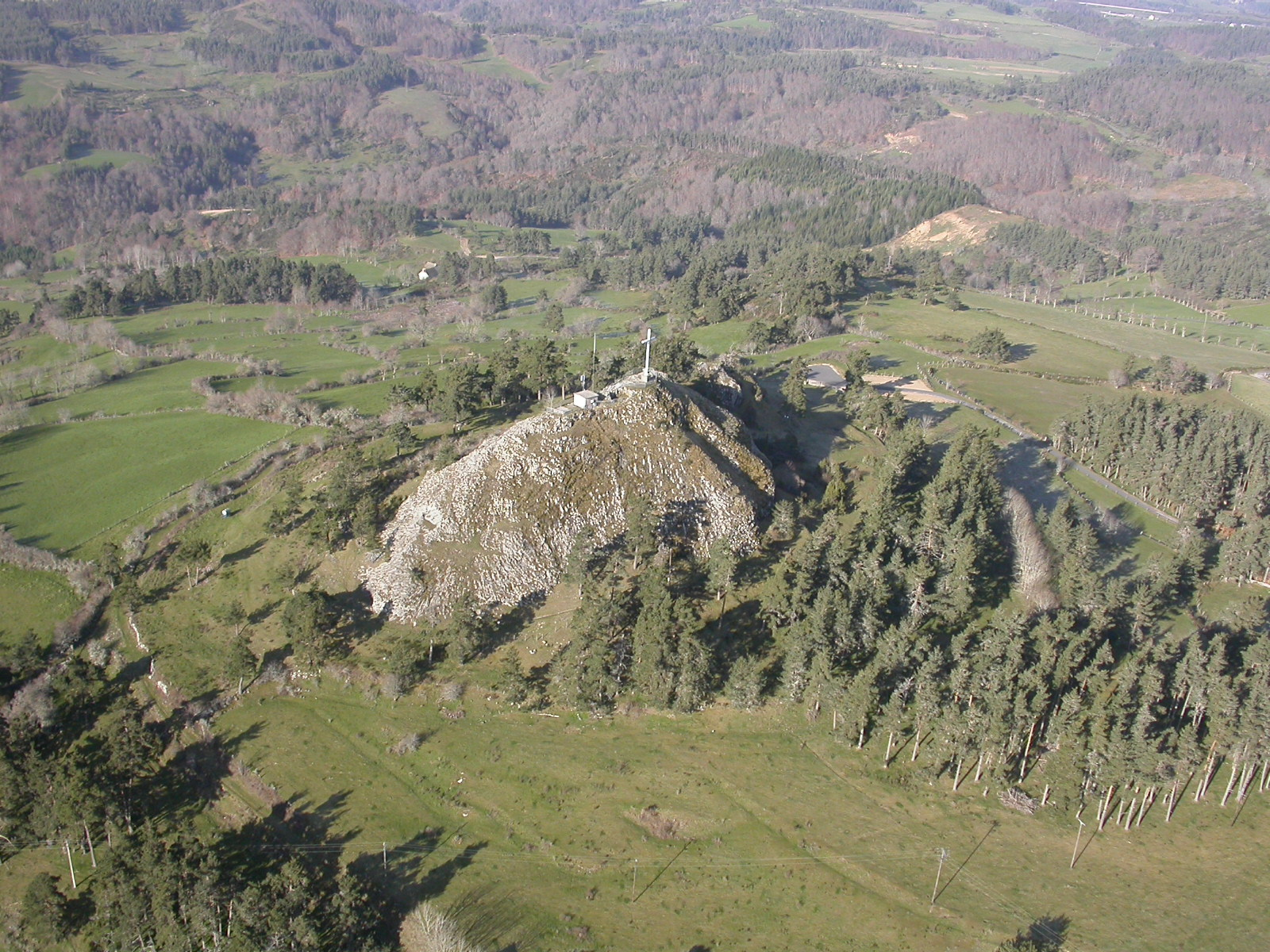
A Roc de Peyre madártávlatnól
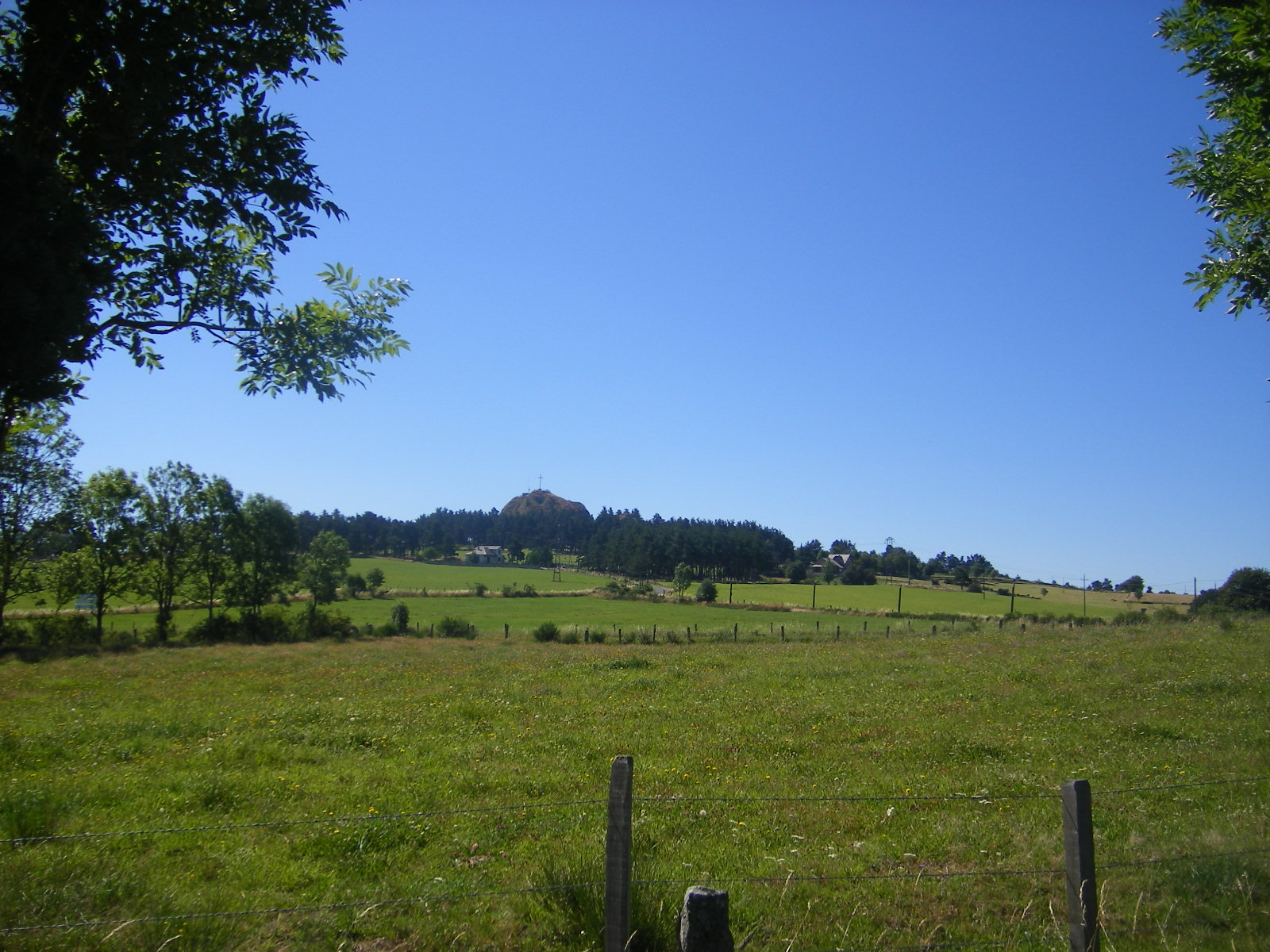
Táj Saint-Sauveur környékén

## Híres emberek
- Émile Osty (1887-1981) Saint-Sulpice-rendi szerzetes, bibliafordító a faluban született.

## Lásd még
- Lozère megye községei

## Külső hivatkozások
- Saint-Sauveur-de-Peyre honlapja Archiválva 2008. március 5-i dátummal a Wayback Machine-ben